# イベンビューレン
イベンビューレン (ドイツ語: Ibbenbüren, ドイツ語発音: [ɪbn̩ˈbyːrən])は、ドイツ連邦共和国ノルトライン＝ヴェストファーレン州ミュンスター行政管区のシュタインフルト郡に属す市である。鉱山都市イベンビューレンは中規模都市であるが、テックレンブルガー・ラントのヴェストファーレン部分では最大の街で、シュタインフルト郡においてはライネに次ぐ第二の都市である。イベンビューレンは、炭鉱の町として、発電所所在地として、全国的に有名である。

## 地理
イベンビューレナー・アー川（ドライアーヴァルト・アー川とも呼ばれる）が流れるこの街は、トイトブルクの森の北西端、西のライネと東のオスナブリュックとの間に位置しており、両都市とはそれぞれ約 20 km の位置にある。イベンビューレンの北にはシャーフベルクやディッケンベルクを含むイベンビューレナー山地がある。1859年までは、プラーネ川がここからイベンビューレン内市街に流れていた。平均高度は海抜 70 m である。

### 市の構成
イベンビューレンは、9つの市区からなる。以下の表では、2017年12月31日現在の人口の多い順に列記している。
| 市区                          | 人口（人） |
| ----------------------------- | ---------- |
| 内市街                        | 24,076     |
| ラッゲンベック/オスターレッデ | 9,530      |
| ピュッセルビューレン          | 4,874      |
| ボックラーデン                | 4,685      |
| アルシュテッデ/シャフベルク   | 4,085      |
| ディッケンベルク              | 3,306      |
| デーレンテ                    | 1,409      |
| レーエン/シールロー           | 1,372      |
| ウッフェルン                  | 777        |

### 隣接する市町村
イベンビューレンの市域は全部で7市町村と境を接している。北から時計回りに、レッケ、メッティンゲン、ヴェスターカペルン、テックレンブルク、ザーベック、ヘルステル、ホプステン。いずれもシュタインフルト郡に属し、ほぼすべてがテックレンブルガー・ラントに含まれるが、南西のザーベックだけはミュンスターラントに属す。

### 市の発展
都市建設上のイベンビューレンの拡張と持続的な人口増加が数十年にわたって並行して起きている。このため2つの主要な発展軸が形成されている:
西部方面: イベンビューレン市内3番目の新しいインターチェンジがシールロー設けられ、新たに商工業地区に利用指定されたことで、西部方面での都市開発が促進された。また、ピュッセルビューレン方面に新たな住宅地が利用指定されたことで、さらなる発展が起こっている。
東部/南東部: 内市街の東へ向かう発展と、同時期に起こったラッゲンベック市区の西に向かう拡張とによって、ゆっくりと開発が進んでいる。内市街の境界とラッゲンベックとの公式な距離は接続道路で 5 km であるが、都市建設上の観点からその距離は約 2 km にまで縮んでいる。
法的には、イベンビューレンはノルトライン＝ヴェストファーレン州自治体法 (GO NRW) § 4 Abs. 2 に基づき、中規模郡所属市である。2007年の自治体法改正 (§ 4 Abs. 3 GO NRW) により、この街は、州の要請によって大規模郡都市の地位を与えられた。これにより郡の種々の権限が本市に移譲されることになる。

## 歴史
イベンビューレンは、1146年4月14日に初めて文献に記録されている。これは、オスナブリュック司教フィリップ・フォン・カッツェンエルンボーゲンがオスナブリュックのゲルトルーデン修道院にイベンビューレン (Hibbenburen) からの税収入の一部を寄進するという内容のものである。1348年の文書にはイベンビューレンの教会創建は799年と記されており、集落が形成されたのはかなり古い時代であると考えられるが、イベンビューレンの公的な創建年は1146年とされている。1219年および1234年にキルヒドルフ（教会のある村）として現れる。中世盛期から後期への移行期には、イベンビューレン貴族家、ヘルフォルト女子修道院長、テックレンブルク伯がこの集落の領主権を有した。この頃イベンビューレンはオスナブリュック司教区に属していた。この間、1150年からイベンビューレン貴族領主によってイベンビューレン城も建設された。この城館の最後の名残が、イベンビューレナー・アーゼー（湖）近くのハイデン塔の遺構である。
イベンビューレン領主家が断絶した後、この集落はテックレンブルク伯の領主権下に組み込まれた。この統治は15世紀末まで続いた。1493年にイベンビューレンを含むリンゲン伯領がテックレンブルク伯領から分割された。テックレンブルク＝シュヴェーリン伯コンラートは1541年に両伯領を再び統合した。イベンビューレンは、テックレンブルク伯の手際が悪く不運に見舞われた策略によって、1548年にリンゲン伯領とともに皇帝カール5世の所有となり、その妹でネーデルラント総督のマリアに贈与された。この時代に、イベンビューレンにおける石炭採掘が始まった。
八十年戦争で、オランダとスペインとの間で何度も統治が交替したイベンビューレンは、1648年にヴェストファーレン条約によってオラニエ家の所領となった。この頃、イベンビューレンとその周辺で鉄鉱石の採掘も始まり、20世紀前半まで採掘が続いた。イベンビューレンは、相続の過程で1702年にプロイセンの統治下に編入された。1724年2月1日、イベンビューレンは都市権を獲得した。これは特に関税に関わるものであった。1743年に初めて参事会と市長が任命された。

イベンビューレン市の発展（1842年 - 2015年）

19世紀初めのナポレオン統治時代、イベンビューレンはまずベルク大公国に属し（1806年）、その後フランス帝国（オーベラー・エムス県）に編入された。1815年にプロイセン軍とロシア軍がこれを占領し、1816年1月1日にプロイセンの統治下に置かれた。これに伴い、本市は新たに創設されたテックレンブルク郡 (TE) に組み込まれた。19世紀後半、郡役場のイベンビューレン（ヴェルトミューレ）への移転が議論された。州議会の前向きな決議は、1870年/1871年の戦争のため実現しなかった。
国家社会主義の時代、1912年/1913年に建設された「新シナゴーグ」が、1938年11月9日から10日にかけての夜間に起きたユダヤ人排斥行動（水晶の夜）によって破壊され、翌朝、放火された。「アーリア化」に伴い、この土地は後にイベンビューレン市の所有に移された。当時のニュルンベルク法に基づき、イベンビューレンのユダヤ人21人がホロコーストの犠牲となった。第二次世界大戦では、市とミッテルラント運河が何度も連合軍の爆撃目標とされた。1945年4月1日から7日まで、ドイツ軍と進軍してきたイギリス軍との間でイベンビューレンの戦いが行われた。この有名な局地戦の戦場がイベンビューレンとリーゼンベックとの間の南にある。この、いわゆる「ブルムライタールの戦い」は、2007年に「レーベン・ウント・シュテルベン 45」（直訳: 生と死 45）というタイトルで映画化された。
第二次世界大戦後、イベンビューレンとイベンビューレン＝ラントは、1974年12月31日にアムツフェアバント・イベンビューレン（イベンビューレン行政連合）を形成し、自治体再編により現在のイベンビューレン市が形成された。同時にテックレンブルク郡が廃止され、旧ブルクシュタインフルト郡と合併したことにより、イベンビューレンは1975年1月1日に新たに創設されたシュタインフルト郡に編入された。
1981年8月26日、プロイサグ（現在の RAG）の炭鉱でガス突出による鉱山事故が起き、8人の坑夫が命を落とした。ハインツ・ウンラントの市長時代に、鉄道レーネ - ライネ線の下を通る連邦道 B219線の立体交差と、ブライテ通りとラッゲンベッカー通りの道路橋が1986年7月17日に完成した。
2016年10月6日にイベンビューレンで最初のストルパーシュタイン（躓きの石）がドイツの芸術家グンター・デムニヒによって埋設された。2017年11月3日と2018年11月9日にさらなる埋設が行われ、2018年末現在、市内の7つの地区に合計41基のストルパーシュタインが埋設されている。

### 市名の変遷
市名の語尾の -büren は、低地ドイツ語の -büren, -bur(en)、古高ドイツ語で「小さな家」を意味する bur、中部オランダ語で「住居、村」を意味する buur に相当する。
語幹部分（前半部）の意味は明らかでない: ディーター・ベルガー (Duden) は固有名詞と考え、「イボの家」といった意味であろうとしている。エルンスト・フェルステマン（古高ドイツ語の名称 - 地名編）もIB族の個人名であるとして、イバ（テオドリックの将軍）やイボン（トゥールーズ司教）の名を挙げている。ヘルマン・アーベルスによれば、語幹の ibben は ibe = 漿果の実る木、イチイ（現代ドイツ語で Eibe）に由来する。ゲルマン語の -ihwa、すなわち、古高ドイツ語の iwa、古ノルト語の ýr、ゲール語の iwos、ラトヴィア語の ive にあたる。イチイは大地母神に直接つながっていると考えられる。この由来説は、この集落が狩りの祈りの場であったことを示す。他には、ibe/iwe が弓を意味するという説もある。古高ドイツ語で iwe = 弓、シュヴァーベン語で aib = 弩である。弓は石器時代からイチイの木で作られていた。ここでは円形の集会所を意味する。

## 住民

### 人口推移
イベンビューレン市の人口推移:
| 日付           | 人口（人） |
| -------------- | ---------- |
| 1985年12月31日 | 42,456     |
| 1990年12月31日 | 44,643     |
| 1995年12月31日 | 47,421     |
| 2000年12月31日 | 48,843     |
| 2005年12月31日 | 51,010     |

| 日付           | 人口（人） |
| -------------- | ---------- |
| 2009年12月31日 | 51,477     |
| 2010年12月31日 | 51,522     |
| 2011年12月31日 | 50,644     |
| 2012年12月31日 | 50,560     |
| 2013年12月31日 | 50,438     |

| 日付           | 人口（人） |
| -------------- | ---------- |
| 2014年12月31日 | 50,665     |
| 2015年12月31日 | 50,935     |
| 2017年12月31日 | 52,037     |

### 宗教

#### ローマ＝カトリック教会

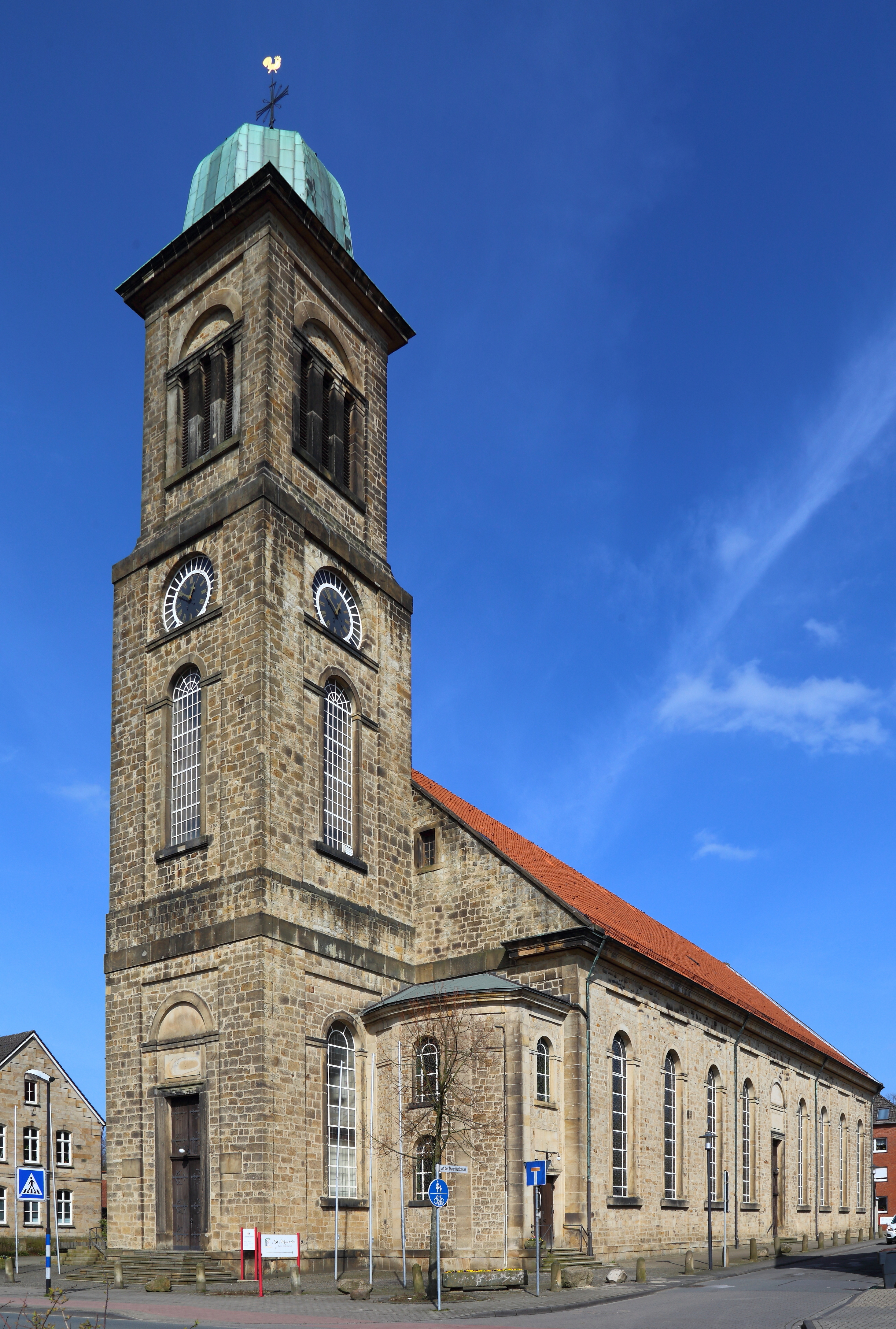
イベンビューレンの聖マウリティウス教会

イベンビューレンには9つのカトリック教会があり、3つの教区に分かれている。
- 聖マウリティウス＝マリア・マグダレーナ教区
  - 聖マウリティウス教会、内市街
  - 聖マリア＝マグダレーナ教会、ラッゲンベック
- 聖十字架教区
  - 聖ルートヴィヒ教会、内市街
  - 聖ヨハネス・ボスコ教会、レーエン/シールロー
  - 聖モデストゥス教会、デーレンテ
- 聖フランツィシクス教区
  - 聖マリエン教会、ウッフェルン
  - 聖バルバラ教会、ディッケンベルク
  - 聖ミヒャエル教会、ボックラーデン
  - 聖ヘルツ＝イェズ教会、ピュッセルビューレン

この他にテックレンブルク＝ブロホターベックの聖パウル＝ペーター教会も聖十字架教区に含まれる。
現在、ミュンスター教区によって3つの教区の統合が行われている。
- ラッゲンベックの聖マリア・マグダレーナ教会
- イベンビューレンの聖ルートヴィヒ教会
- シールローの聖ヨハネス・ボスコ教会
- デーレンテの聖モデストゥス教会
- ウッフェルンの聖マリエン教会
- ディッケンベルクの聖バルバラ教会
- ボックラーデンの聖ミヒャエル教会
- ピュッセルビューレンの聖ヘルツ＝イェズ教会

#### 福音主義教会
- クリストゥス教会、内市街
- マルクス教会、デーレンテ
- ヨハネス教会、ラッゲンベック
- ルカス教会、ディッケンベルク
- パウルス教会、レーエン/シールロー
- マテウス教会、ボックラーデン

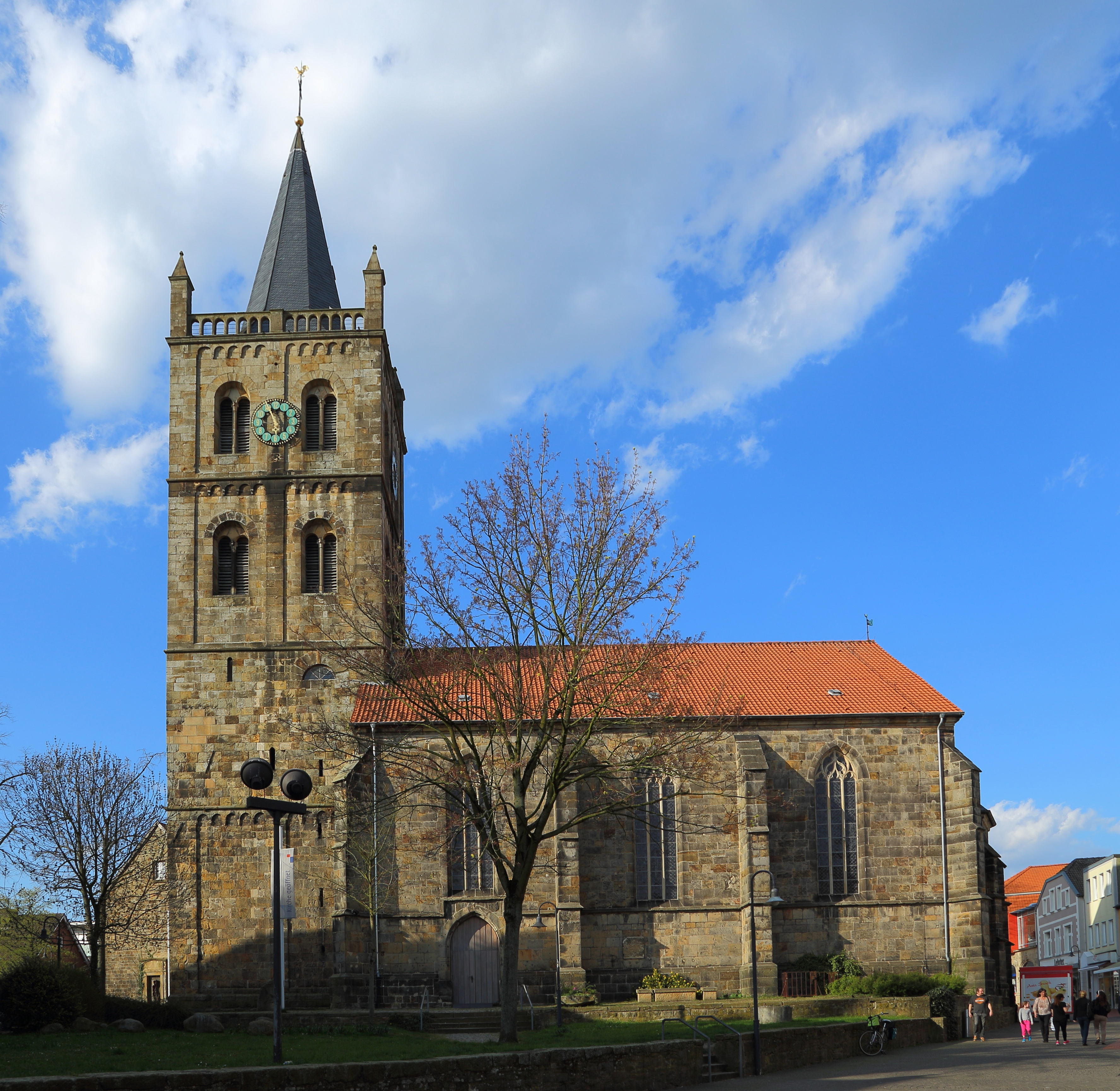
イベンビューレンのクリストゥス教会

閉鎖された教会: シュテファヌス教会、ピュッセルビューレン
- ラッゲンベックのヨハネス教会
- ボックラーデンの聖マテウス教会

#### その他の宗教組織

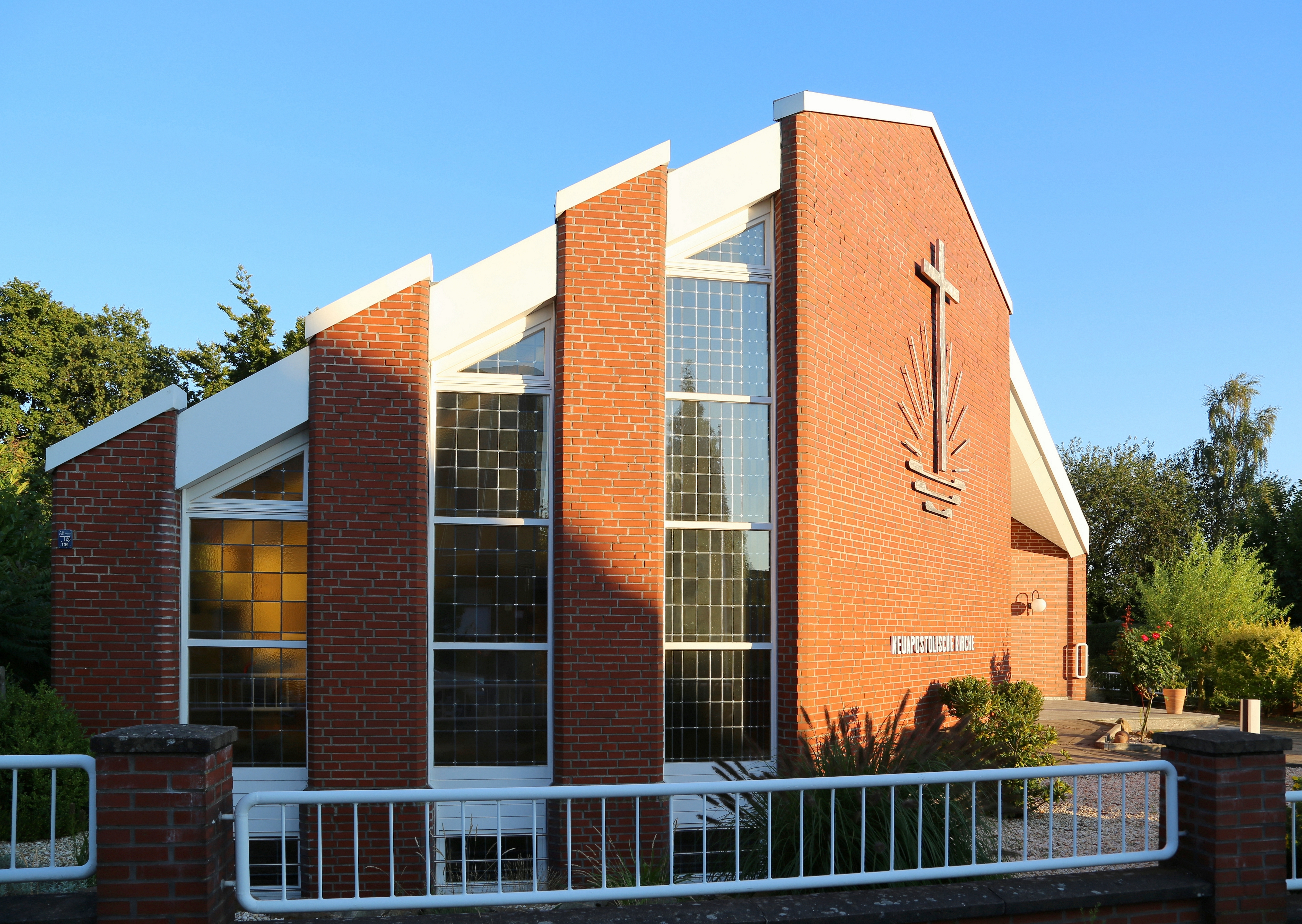
イベンビューレン新使徒派教会

- キリスト教
  - イベンビューレン自由キリスト教会
  - イベンビューレン・トマス教会
  - 新使徒派教会（ドイツ語版、英語版）
  - エホバの証人
- イスラム教
  - イベンビューレン・ムスリム協会 e.V.
  - DITIB-Diyanet - トルコ＝イスラム文化協会 e.V.
  - イベンビューレン VIKZ-連盟イスラム文化センター

## 行政

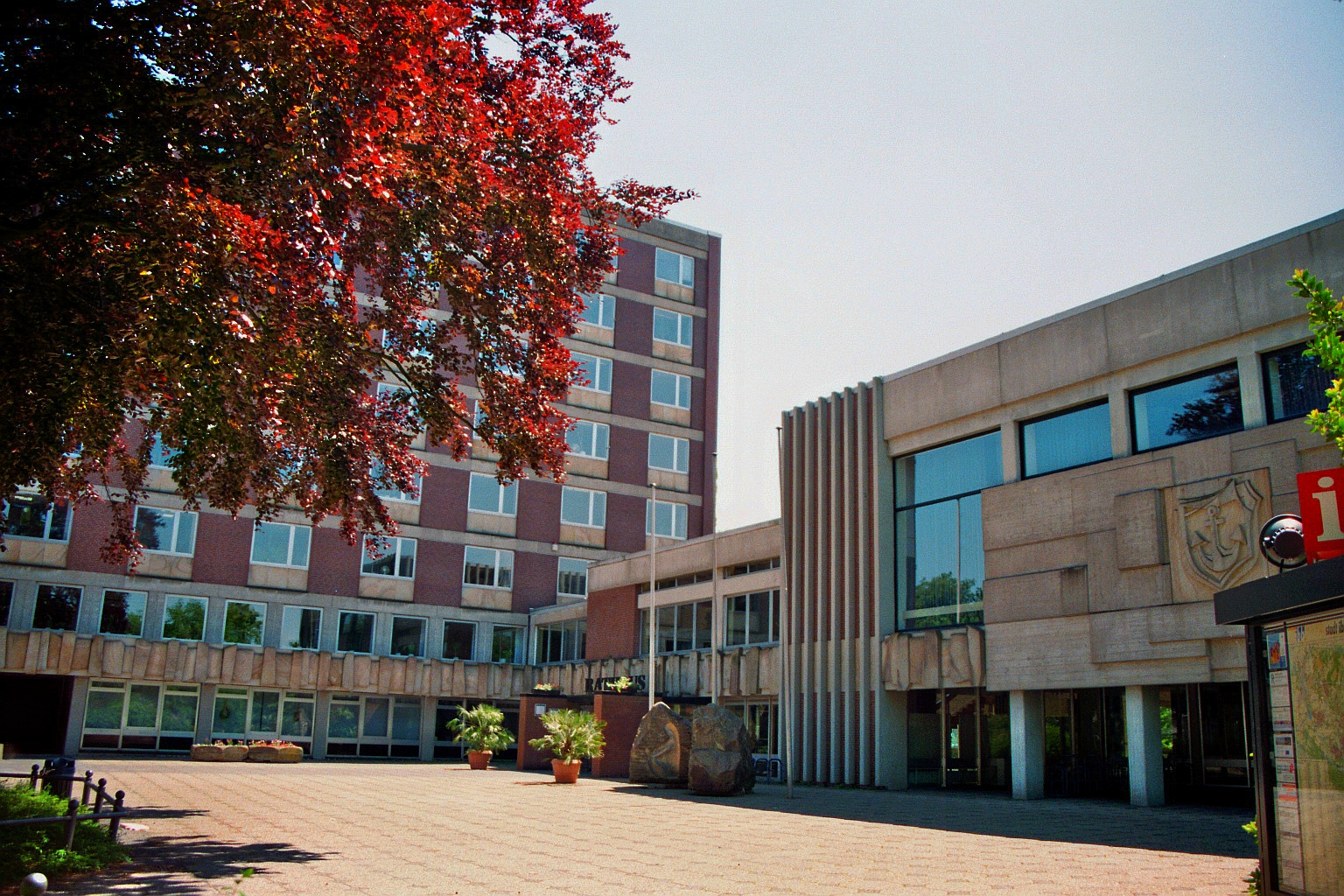
イベンビューレン市庁舎

### 議会
イベンビューレンの行政運営は、市長と 44人の市議会議員によって執行されている。

### 首長
2015年にイベンビューレン市長選挙が行われた。背景には自治体の民主制強化に関する法律があった。当時現職だったハインツ・シュタイングレーヴァー (SPD) は出馬しなかった。選挙には、クリスティアン・モル (CDU)、マルク・シュラマイヤー (SPD) エスンスト・ゴルトベック (Die Linke) が立候補し、マルク・シュラマイヤーが当選した。
自治体再編後、1975年からの市長を列記する。市長は、1996年12月3日まで儀礼担当の名誉職であったが、翌12月4日からシュタットディレクトール（都市管理者）の廃止に伴い、専任の行政運営の責任者となった。
- 1975年1月1日 - 1975年5月31日　ハインリヒ・メルゲ (CDU)
- 1975年 - 1984年　アルベルト・レムケ (CDU)
- 1984年 - 1992年　ハインツ・ウンラント (SPD)
- 1992年 - 1999年　エーヴァルト・ボルスマン (SPD)
- 1999年 - 2004年　オットー・ローマン（無所属、選挙時は CDU）
- 2004年 - 2015年　ハインツ・シュタイングレーヴァー (SPD)
- 2015年 - マルク・シュラマイヤー (SPD)

### 紋章
図柄: 青地で金色の縁取り。直立した金色の錨。市の色は青と金色である。
解説: この紋章の最も古い祖型は、1778年の印章である。錨の起源は明確でない。この意匠は近隣のいくつかの集落でも紋章に用いられている。このため、リンゲン伯の紋章に由来する可能性もある。この伯のゴー裁判所は、早くも1509年に直立した錨を紋章に用いている。また、リンゲン伯領から分離されたテックレンブルク伯領でも少なくとも1475年には領主の紋章に錨が描かれている。この錨は、リンゲン市の港の投錨所または税関に由来するのかもしれない。テックレンブルク伯は、遅くとも1227年以降、この街のオーバーホーフおよびその他の財産や権利を獲得していたからである。

### 姉妹都市
イベンビューレンは、以下の都市と姉妹都市協定を結んでいる
- グルドン（フランス、ロット県）
- ヘレンドールン（オランダ語版、英語版）（オランダ、オーファーアイセル州）
- プリエヴィドザ（スロバキア、トレンチーン県）
- デッサウ＝ロスラウ（ドイツ語版、英語版）（ドイツ、ザクセン＝アンハルト州）
- ヤストシェンビェ＝ズドルイ（ポーランド、シロンスク県）

## 経済と社会資本

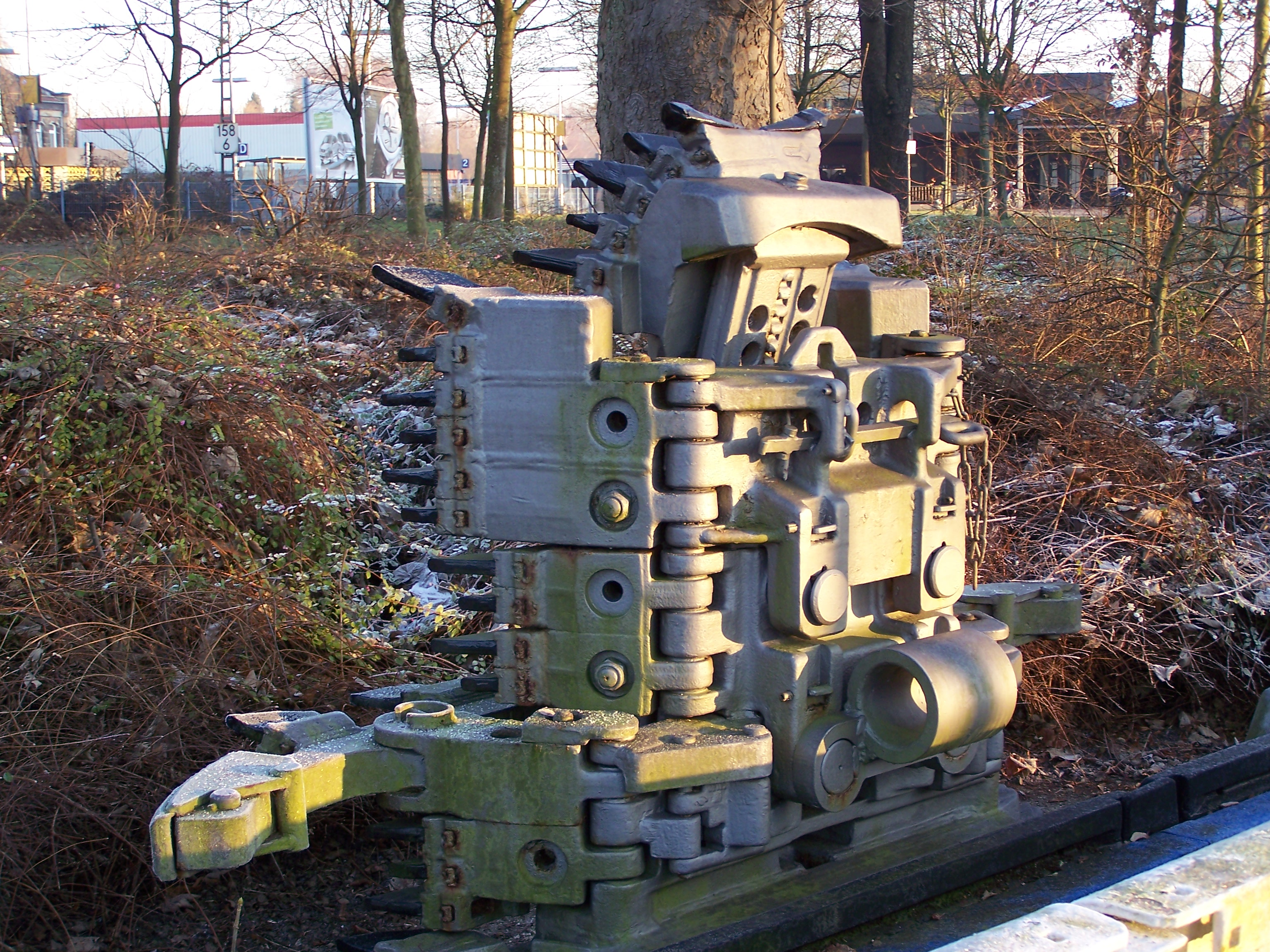
イベンビューレン駅にある石炭採掘記念碑

経済は、石炭採掘に強く依存していた。本市は、イベンビューレナー炭田の名親となっている。イベンビューレン炭鉱は、ドイツで最後まで残った2つの炭鉱の内の1つである。2018年8月17日、この鉱山で最後の石炭採掘が行われた。最初はプロイサグ AG が運営していたが、最後はドイツのすべての石炭鉱山を統括する RAG によって運営された。イベンビューレンは 1545 m のヨーロッパで最も深い石炭坑を有し、無煙炭を産出する、世界で最も価値の高い石炭町の1つに数えられていた。生産された石炭の大部分は坑道のすぐ隣に位置する石炭火力発電所（イベンビューレン発電所）で利用された。この発電所は、窒素酸化物のためのフィルターがなく、当時施行されていた環境保護法に適合していなかったため、一時期、大衆から批判を浴びた。
1990年代以降、市はサービス業の強化を奨励する取り組みを行っている。
イベンビューレン砂岩も広く知られている。周辺には多くの採石場があり、一部は現在も稼働している。イベンビューレン砂岩の最盛期は、19世紀半ばであり、約1000人がこれに従事していた。黄色あるいは褐色を帯びて産出する砂岩は寒さに強く、内装/外装に用いることができる。
この他にドイツ全土で知られている企業としては、ムジーク・プロドゥクティーフ（ヨーロッパ最大のミュージック・ショップを自称する）、イッベンビューレナー・フェラインスドルックライ（印刷所）、トイトブルガー・エルミューレ（低温加圧穀物油で多くの栄誉を受賞した）がある。ラッゲンベックには、テックレンブルク水供給連合の本部がある。
- 閉山前のイベンビューレン炭鉱
- イベンビューレン発電所
- ムジーク・プロドゥクティーフ
- トイトブルガー・エルミューレ
- テックレンブルク水供給連合のデーレンテ浄水場

### メディア
イベンビューレンの日刊紙が、「イベンビューレナー・フォルクスツァイトゥング」である。広報紙の「イベンビューレナー・アンツァイガー」と「ヴィア・イン・イベンビューレン」は1週間ごとに刊行される。タウン情報誌としては「シュタットジャーナル・イベンビューレン」（隔月刊行）と「ミッテンドリン」（月刊）がある。印刷メディアの他に、クリニークム・イベンビューレンだけで受信できる独自のテレビチャンネル Kanal-4 があり、周辺地域のテーマに基づく独自の番組制作を行っている。2009年4月にローカルブログ Ibb.town が開始された。ここでは、地域の出来事に関するポッドキャストとアーティクルを公開している。

### 司法
イベンビューレン区裁判所は、イベンビューレンおよびヘルステル、ホプステン、メッティンゲン、レッケ、ゼールベックを管轄する。この裁判所はミュンスター通り35番地の保護文化財に指定されている建物に入居している。

### 交通

#### 鉄道

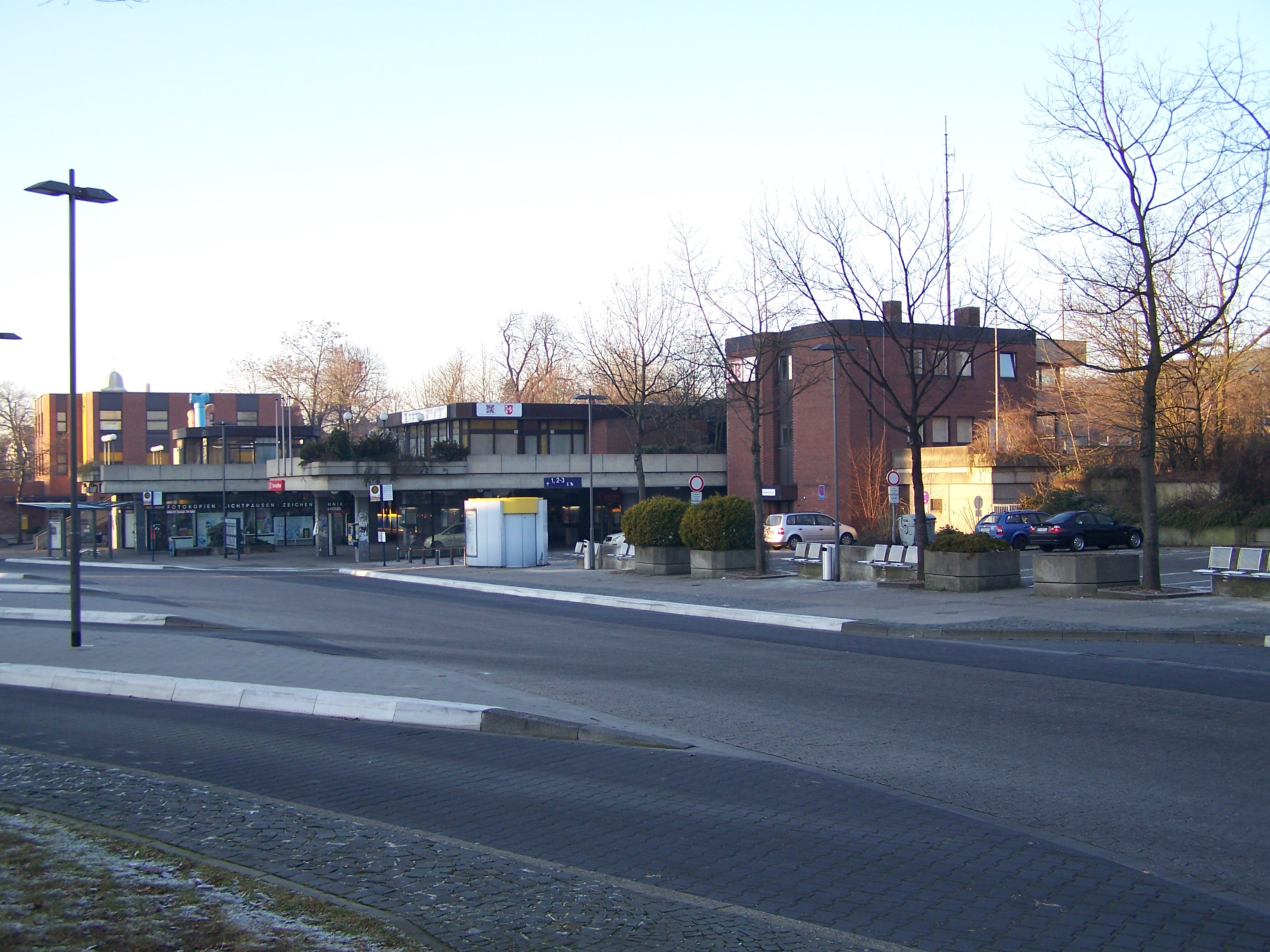
イベンビューレン駅

鉄道レーネ - ライネ線に、イベンビューレン駅、イベンビューレン＝エッシュ駅、イベンビューレン＝ラッゲンベック駅がある。運行している旅客近郊交通は以下のものがある:
- RE 60「エムス＝ライネ＝エクスプレス」ライネ - オスナブリュック - ミンデン - ハノーファー - ブラウンシュヴァイク
- RB 61「ヴィーエンゲビルクス＝バーン」バート・ベントハイム（ドイツ語版、英語版） - ライネ - オスナブリュック - ヘルフォルト - ビーレフェルト

この他に、月曜日から土曜日まで1日1本 IC 2243（バート・ベントハイム - ベルリン東駅）が運行している。
公共旅客近郊交通には、ヴェストファーレン運賃（ミュンスターラント交通共同体）、NRW-運賃およびニーダーザクセン運賃が適用される。
さらにイベンビューレンは、1901年から、トイトブルガー・ヴァルト鉄道 (TWE) の、レンゲリヒ、ギュータースロー、ヘーフェルホーフへ向かう支線の始点となっている。この路線は、蒸気機関車を用いたトイト＝エクルプレスの保存鉄道を除けば、デーレンテ港への散発的な貨物運行だけが存続している。2010年8月の夏の嵐によって軌道の土手が崩れたためレンゲリヒからのトイト＝エクスプレスはテックレンブルクが終点となり、ブロホターベックを経由してイベンビューレンまでは運行しなくなった。新たな TWE-所有者であるキャプトレイン・ドイチュラントにより線路の補修が行われなかったため、2012年に超党派の「TWEのための活動連合」が結成された。この組織は、トイトブルガー・ヴァルト鉄道の長期的保全とレジャーや観光分野での定期的な利用を目的としている。
西部に位置するウッフェルン市区は、貨物輸送に用いられるテックレンブルガー・ノルトバーン（テックレンブルク北鉄道）に接続している。

#### バス

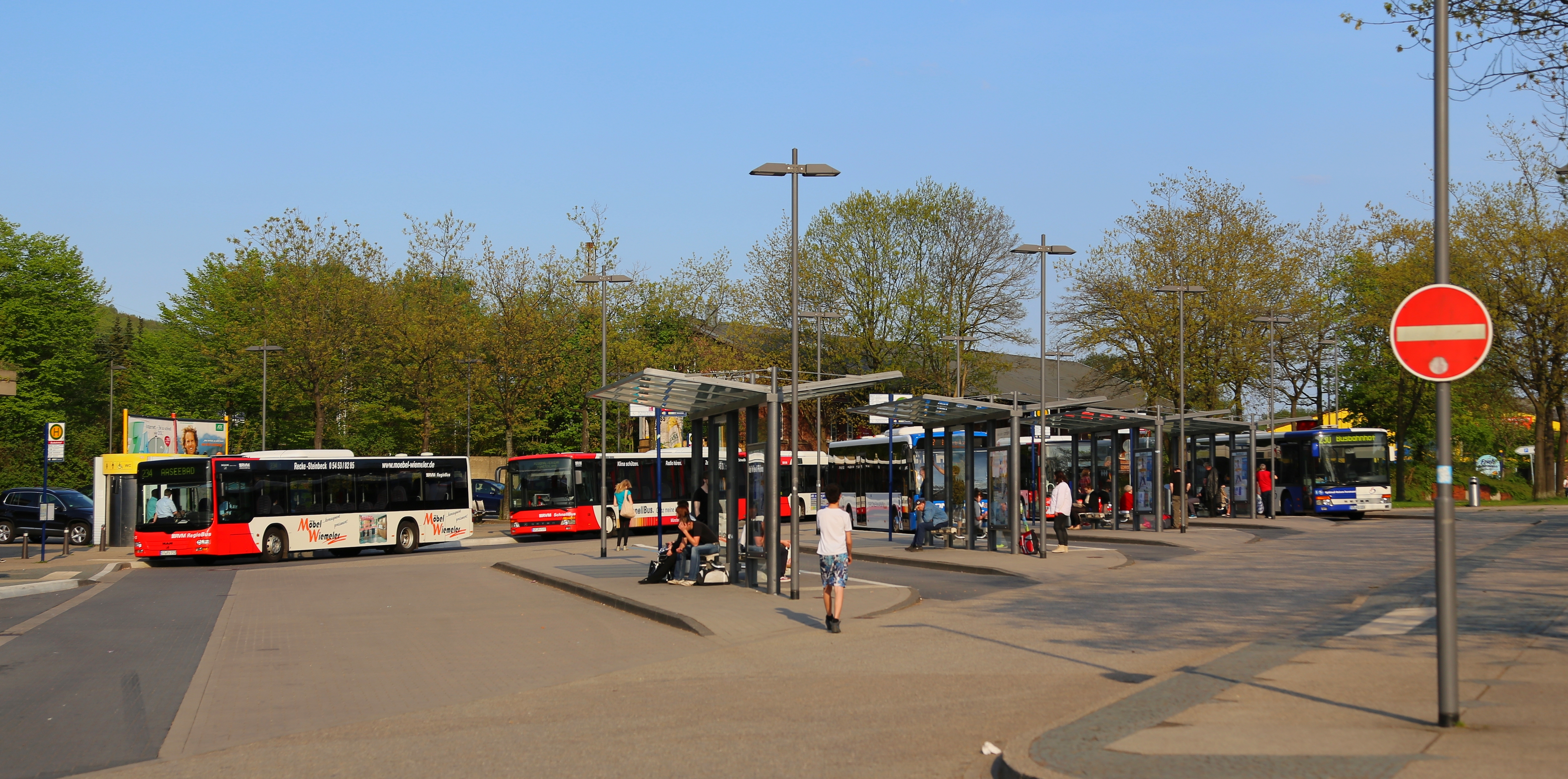
イベンビューレン駅前バスステーション

イベンビューレンは多くの市バス路線および地域バス路線で結ばれている。バス路線を運営しているのは、イベンビューレンに営業所を有しているミュンスターラント地域交通 GmbH である。このバス会社は、イベンビューレン（駅前広場）から、ロッテ経由オスナブリュック行き、ザーベック経由ミュンスター行き、リーゼンベック経由ライネ行き、レッケ行き、メッティンゲン行き、テックレンブルク経由レンゲリヒ行きのバスを定期的に運行している。

#### 道路
イベンビューレンは、連邦アウトバーン A30号線経由で欧州広域道路に接続している。市内には、イベンビューレン西、イベンビューレン、ラッゲンベックの3つのインターチェンジがある。近くに位置するロッテ/オスナブリュック・ジャンクション経由で A1号線に接続する。
この他の広域道路としては、州道に格下げされた旧連邦道 B65号線と現在も連邦道の B219号線がイベンビューレン市内にある、またはあった。B219号線は、ミュンスター/オスナブリュック空港および、40 km 離れたミュンスター市に迅速にアクセスすることができる。

#### 自転車
イベンビューレンは、広範な自転車道網を有している。たとえばテックレンブルクに行くものや、エムス川沿いの自転車道などである。これは観光自転車道である 100城ルートやテッデンラントルートに接続している。

#### 水路と港

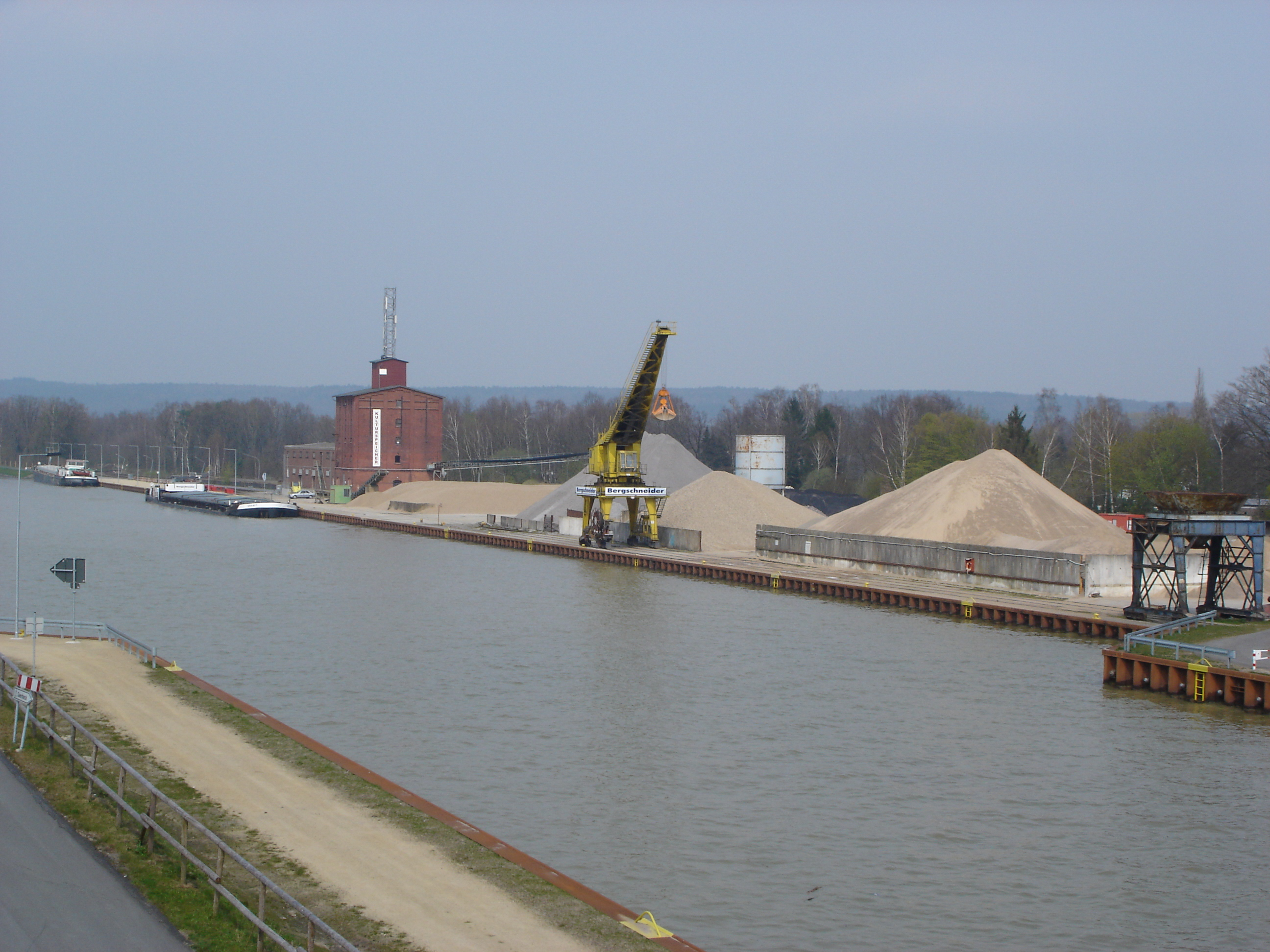
デーレンテ港

市の南部に位置するデーレンテ市区を介してイベンビューレンはドルトムント＝エムス運河に接続している。この運河によりイベンビューレンは、南方向はルール地方を通ってライン川に、北方向はエムス川を経由して北海につながっている。西部に位置するウッフェルン市区には、ミッテルラント運河の支脈に面した別の港がある。

#### 航空
イベンビューレンの南 25 km のグレーヴェンにミュンスター・オスナブリュック国際空港があり、ヨーロッパ内の各地へ向かう直行便が利用できる。

#### 通勤
イベンビューレンの立地と、勤務地の提供を含む中級中心都市機能により、近隣町村の多くの住民がこの街に通勤している。イベンビューレンは上級中心都市オスナブリュックの影響下にあり、他にもライネやミュンスターといった大きな街が近くにあるため、これらの職場へ通勤するイベンビューレン市民も多い。
この街への通勤者が多かった状況は、この街からの通勤者が多い状況に変化した。このためイベンビューレンはベッドタウンの様相を呈している。通勤者数の収支がプラスであったのは2003年が最後で、2014年からは4桁の負の値を示している。
2017年現在、この街からの通勤者数は 15,091人、この街への通勤者数は 12,871人で、市内に勤務するイベンビューレン市民は 13,576人であった。したがって、2017年の通勤者数収支は -2,220人である。イベンビューレン鉱山閉鎖の影響により、この数値はさらに大きく変動する可能性がある。

#### 教育

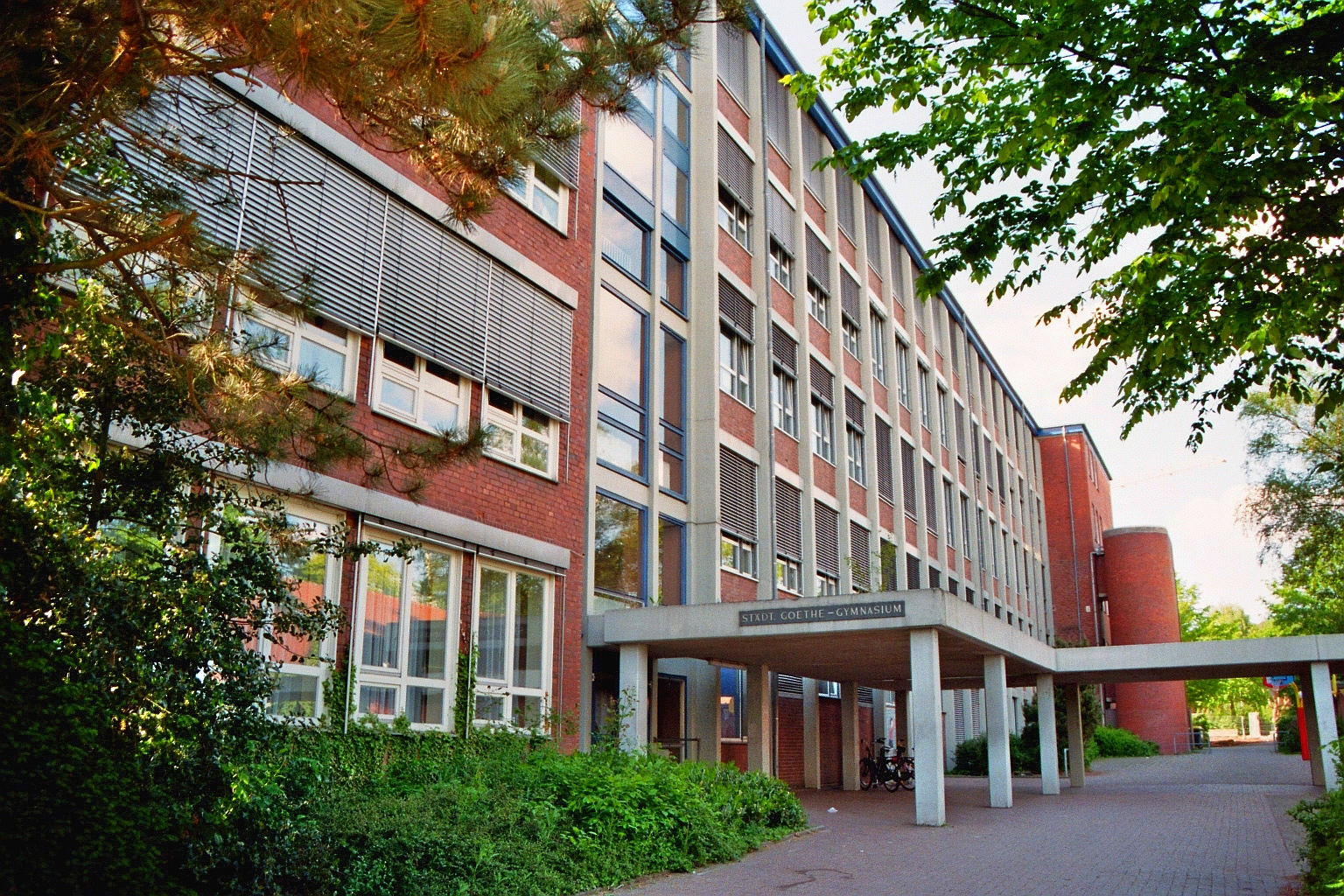
ゲーテ・ギムナジウム・イベンビューレン

学校教育では、初等教育については、基礎課程学校が9校ある。養護学校も2校ある。
本課程学校1校（キャンパスは2箇所）、実科学校2校（そのうち1校はキリスト教会が運営している）、ギムナジウム2校、総合学校1校、上述の養護学校、自由学園1校が、ゼクンダーシュトゥーフェ I（第5学年から）を担っている。
ゼクンダーシュトゥーフェ II は、上述のギムナジウム、総合学校、および職業補習高等専門学校2校が担っている。これらの学校ではいずれも、一般高等教育入学取得（アビトゥーア）を取得できる。
卒後継続教育は、職業補習高等専門学校（州認定修了書）および、家族教育機関、青少年芸術学校、市立音楽学校、イベンビューレン市の市民大学、市立図書館（一部で修了認定書）で行っている。

## 文化と見所

### 文化とイベント

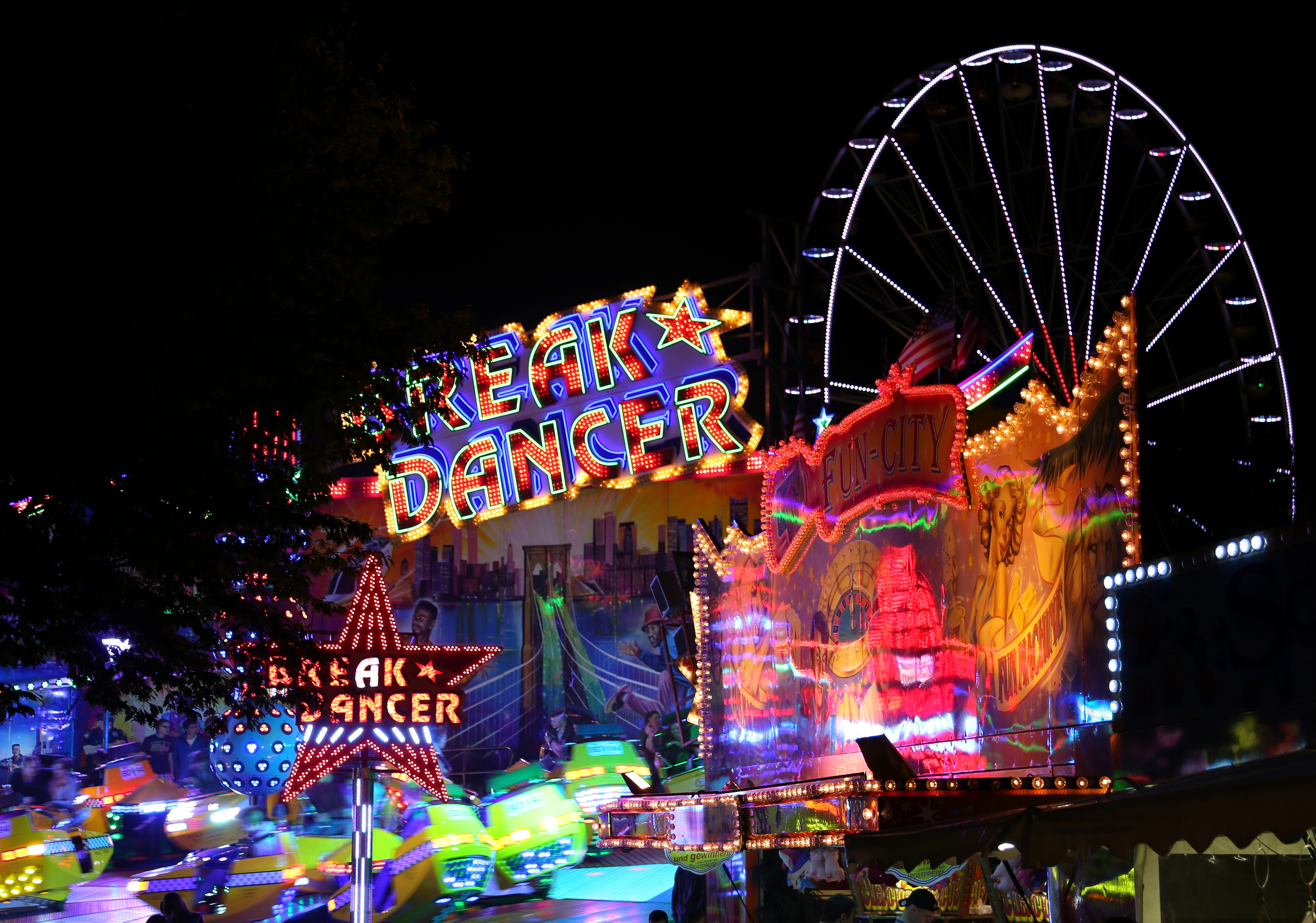
2013年のイベンビューレン・キルメス

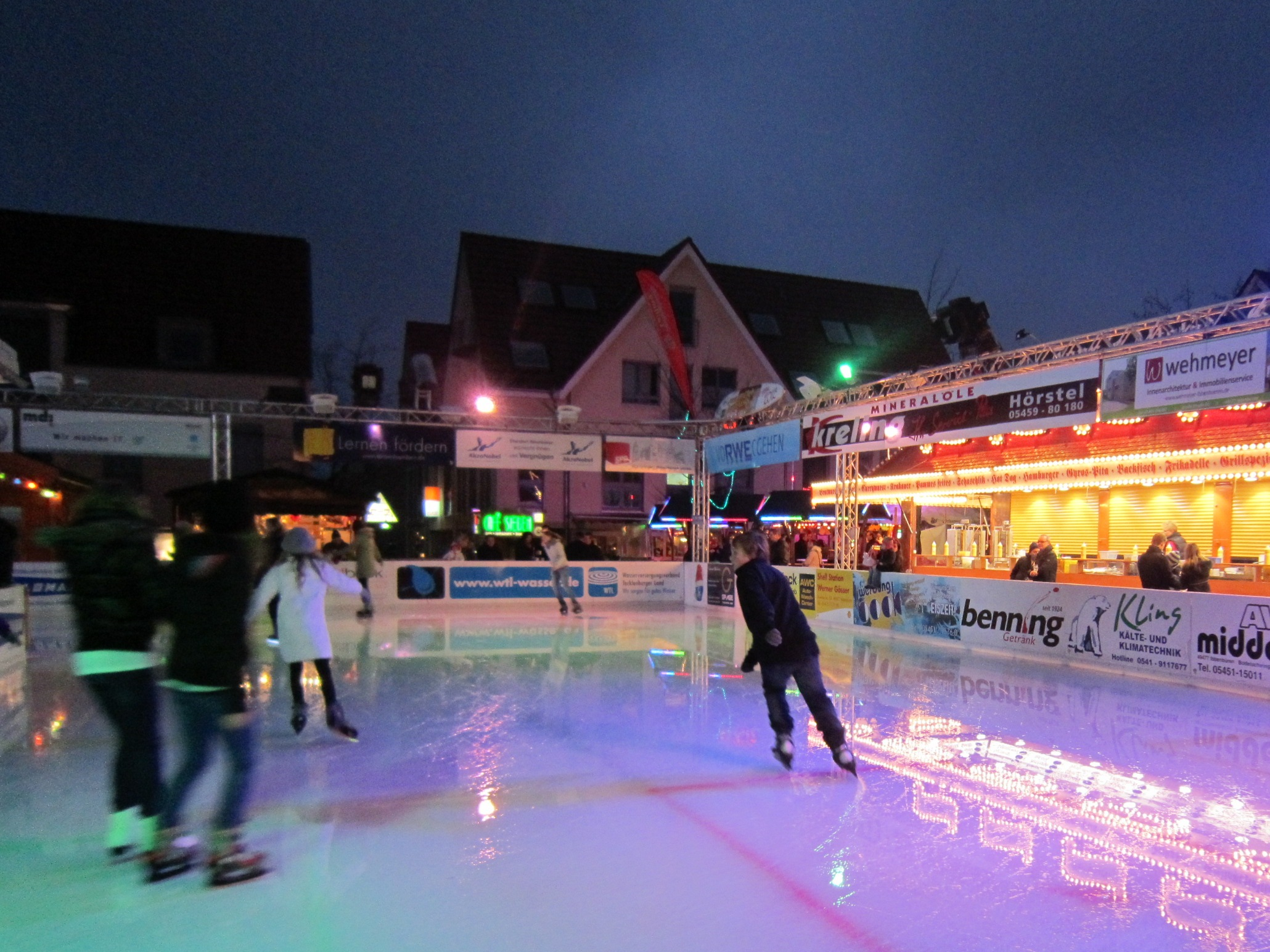
2011年のイブ・オン・アイス

聖霊降臨祭には、第二次世界大戦以前からのオートバイを持ち寄る、伝統的な国際オートバイ＝ベテラン集会が行われる。歴史的な自動車は、毎年7月第1週末に開催される国際シュナウフェルル集会で見られる。
毎年8月の第1週末にディノザウリエルトレッフェン（国際アメリカ車集会）がイベンビューレンで開催される。様々な時代のアメリカ車が集まる。主催者はミュンスターラント US-カー＝クラブであった。このクラブは、この種のものとしてはドイツ最古級のクラブの1つで、イベンビューレンにある。しかし、US-カー＝クラブは、2010年にこの集会を個人の手に委ねた。
イベンビューレンは、毎年9月第1週末に開催され、約250の出品者が参加する内市街キルメス（教会祭）でも知られている。これはノルトライン＝ヴェストファーレン州で2番目、ドイツ全土でも5番目に大規模な都市キルメスである。2017年の見物客は40万人に達した。
10月の第1週末には、多くの市民やゲストが参加するジャガイモ祭「トレ・クノレ」が開催される。
この他のイベンビューレンの国際イベントとしては、毎年開催されるバスケットボール＝イースター大会がある。この大会は、聖金曜日からイースターマンデーにかけて開催される。海外から上位クラスのチームも来ており、観客は魅力的なバスケットボールを楽しむことができる。主催者は TV イベンビューレンである。
毎年開催されるイベンビューレン SV のクラインフェルト（小フィールド）＝ハンドボール大会も国際的なイベントである。この大会は6月の聖体の祝日後の週末に開催される。60以上のクラブから300以上のチームが参加し、東部スポーツセンターの14面の芝生小フィールドで開催される。
2004年以降、毎年11月末から1月初めに、テックレンブルガー・ラント最大の、野外に人工的に作れた氷のフィールド上で「イブ・オン・アイス」というイベントが開催される。初めはイベンビューレナー・ノイマルクトにアイスバーンが設けられていたが、2015年11月からは市庁舎前広場に移された。2016/17年シーズンには、このイベントは4万人以上の来訪者を記録した。カーリングや、週末には子供のためのフライパン滑りレースあるいはスケート教室が行われる。
イベンビューレンのビュルガーハウス内で、ドイツの有名な旅劇団の客演公演や、キャバレー、コメディ・ダンス、音楽などの芸術家による公演が定期的に行われる。2005年に創設された旧映画館「シャウブルク」の劇場は、「クアジ＝ゾー＝テアター・デア・VHS」により、毎年多くのアマチュア劇団が演出されている。
テキサスやカリフォルニアの音楽アカデミーと協力して、毎年「ピンク＝ジャズ交換会」が開催されていた。この催しは2年に1度イベンビューレンが主催し、ヨハネス＝ケプラー＝ギムナジウムとピンク・ポップ e.V. によって開催された。このイベントのために、アシュリー・アレクサンダー、バルバラ・デナーラインといったビッグネームがイベンビューレンを訪れた。このプロジェクトは2006年に終了した。このアイデアは、毎年開催される福音主義カントラートの JazzIbb-ワークショップやコンサートに活かされている。
ダンススポーツクラブ・イベンビューレン e.V. では、車椅子ダンスグループも練習している。

### 緑地と墓地

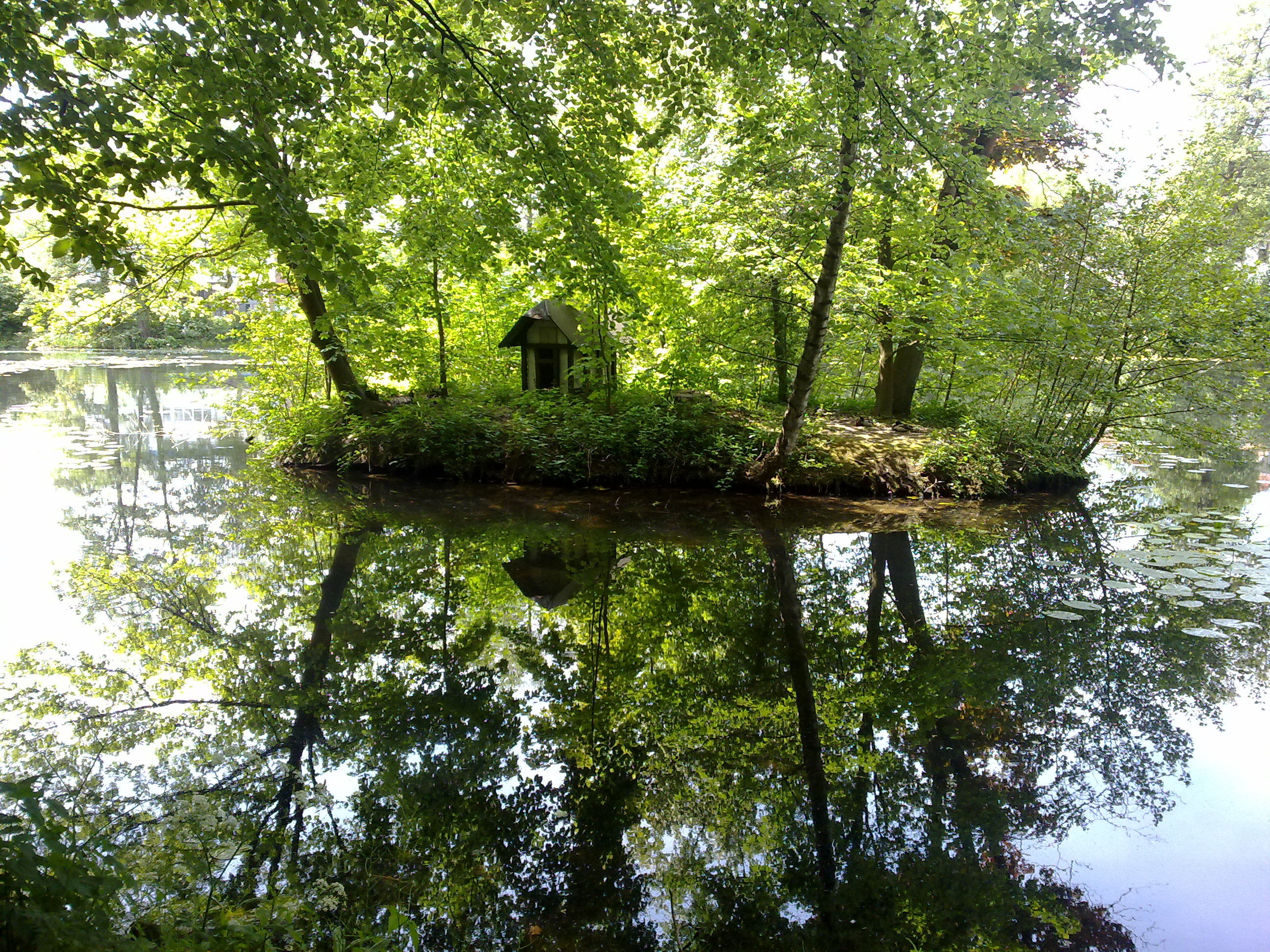
ミューレンタイヒ

イベンビューレン最大のレジャー地がアーゼー（湖）である。この人造湖にはイベンビューレナー・アー川が流れ、散策やサイクリングに誘う、湖の西端にあるミューレンタイヒ（池）は、釣りにも利用されている。
内市街や市区部の市域には、現在も利用されている墓地が9つある。最大の墓地は、ノルト通りのツェントラル墓地とハウプト墓地である。

### 見所

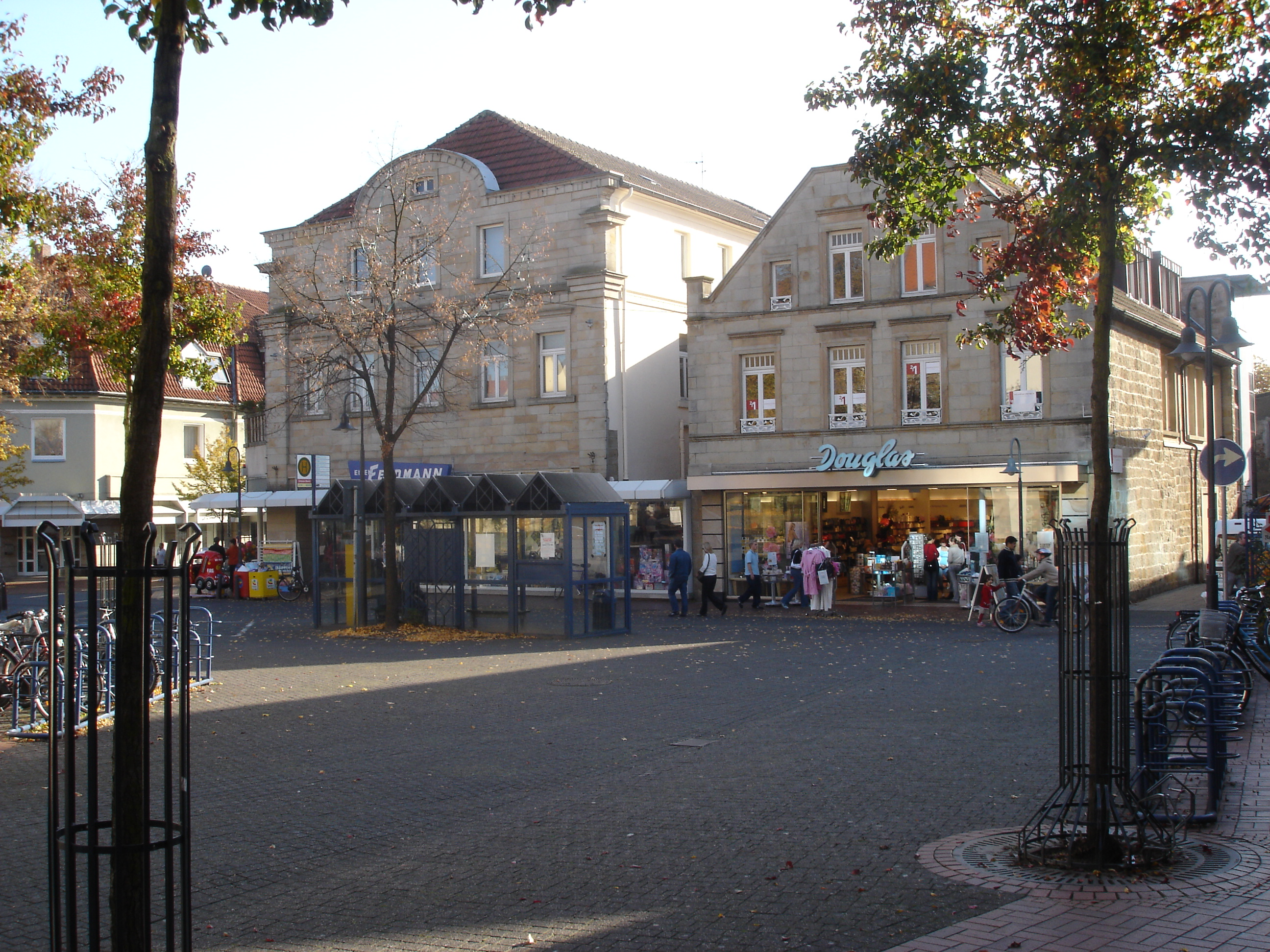
ウンテラー・マルクト

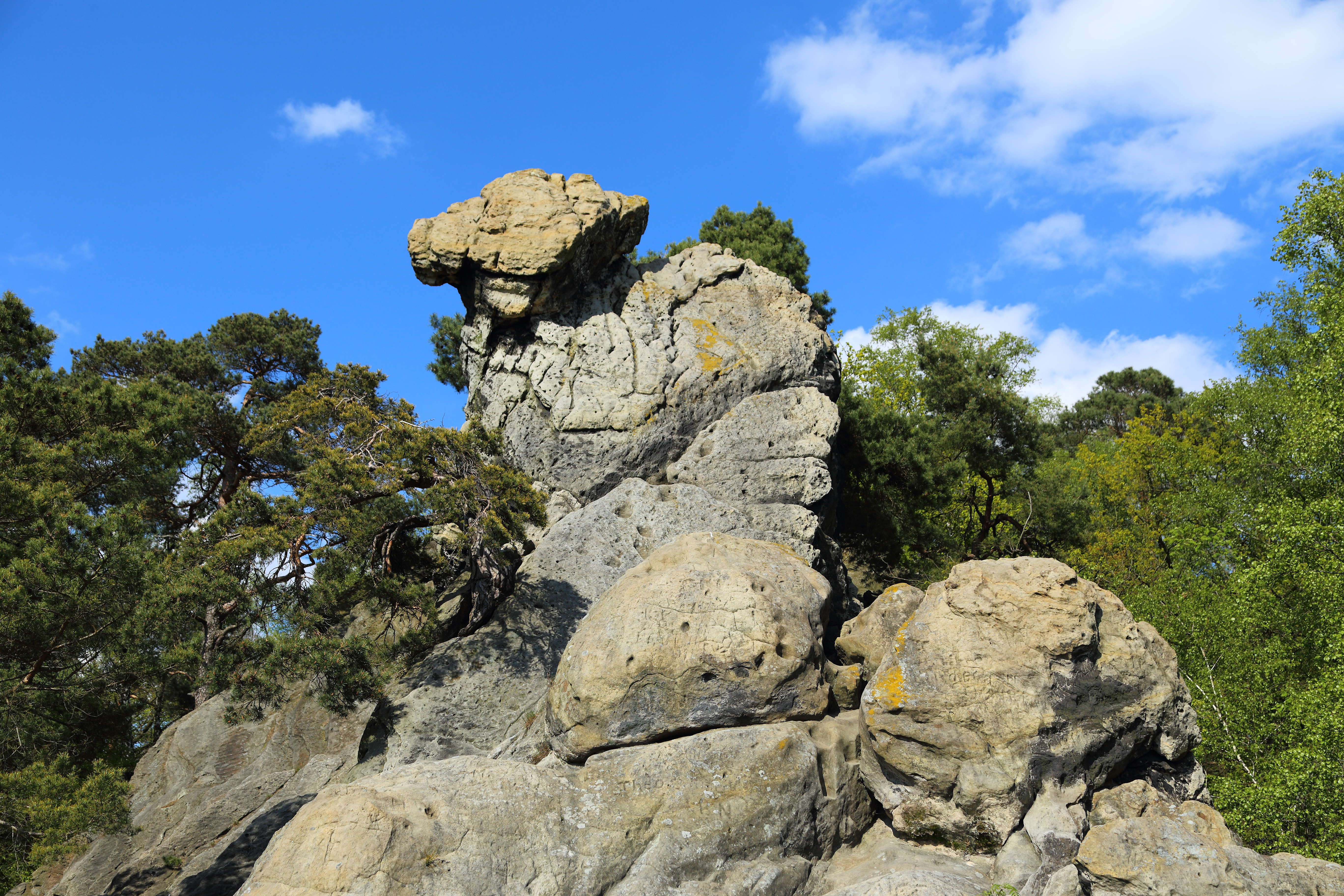
ホッケンデス・ヴァイプ

イベンビューレンの中央、オーベラー・マルクトとウンテラー・マルクトとの間に保護文化財に指定されている福音主義のクリストゥス教会がある。その塔の基部は12世紀に建造されたものである。その近くには、17世紀から18世紀に建設された家屋が数多くある。その最も古い建物は、1690年に建設された。クリストゥス教会の南はウンテラー・マルクト（下の市場）である。これに面して1743年建造の旧宿駅がある。この旧宿駅は1983年に修復が終了した後、イベンビューレン市民に人気のアンティクヴィテーテン＝カフェを含むいくつかの小さな店がここに入居した。
1830年頃に建設されたカトリックの聖マウリティウス教会は、後期古典主義様式のハレンキルヒェで、内市街の北端にある。イベンビューレンのルートヴィヒ教会は1971年に改築がなされた。その変貌は街に活発な議論を引き起こした。当時、祭壇壁の十字架が撤去され、その場所に画家ルプレヒト・ガイガーによって制作された白地に鮮烈な赤い円が設置された。このガイガース・プンクトを巡っては、激高した議論の的と言うだけでなく、これ以後教会の霊的な中心地となっている。
アーゼー湖畔に大変人気のあるスケートパーク、登攀壁、レジャーランド「ベーゲル＝ヴィントマイヤー」とそれに接する郷土館がある。近くには、鉄道イベンビューレン - ヘーフェルホーフ線（トイトブルガー・ヴァルト鉄道）の駅があり、夏季には蒸気機関車や歴史的な列車を用いたトイト＝エクスプレスでバート・イーブルクやバート・ラーエルへ行楽に出かけることができる。レジャープール「アーゼーバート」は、アーゼー周回遊歩道沿いの広い日光浴用芝生広場に接している。湖沿いには、テッデンラント周回遊歩道や100城ルートなどの地域的あるいは全国的に有名な遊歩道や自転車道が通っている。
クレッターヴァルト・イベンビューレンは、ブナの古木の小さな森に設けられている。120のエレメントがあり、高さ 14 m まで様々なルートが用意されている。コースには様々な難度のものがあり、初心者にも上級者にも好適である。特に魅力的なのは、長さ 180 m のザイル斜面や、高さ 14 m からネットへのターザン＝ジャンプである。このアスレチックコースは3月または4月から10月末までオープンしている。
南部地域には、数多くのオールドタイマーやオートバイ史の古典を収蔵するオートバイ博物館がある。同じくイベンビューレン南部のトイトブルクの森北斜面に、1926年に開設されたレジャーパーク「ゾンマー＝ローデルバーン」があり、1958年に設立されたメルヘンの森とともに、ドイツで最も古いレジャーパークを形成している。向かいの南斜面には奇岩「デーレンター・クリッペン」がある。「ホッケンデ・ヴァイプ」（直訳: うずくまる女）もその一部である。
駅の近くの古い館「ハウス・ヘーフェル/ヘロルト」にイベンビューレン市立博物館がある。ここでは、街の過去を身近に感じられるイベンビューレンの歴史を語る珍しいコレクションの定期的な特別展示や常設展示がなされている。
- イベンビューレンのアーゼー
- イベンビューレン・オートバイ博物館
- ゾンマー＝ローデルバーン
- 市立博物館

## 人物

### 出身者
- アルフレート・ハウゼ（1920年 - 2005年）ヴァイオリニスト、指揮者。「ドイツのタンゴ王」として知られる。
- ティモ・ディールケス（1967年 - ）俳優、歌手、ディスクジョッキー。
- アーニャ・カルリチェク（ドイツ語版、英語版）（1971年 - ）政治家。第4次メルケル内閣で教育・研究大臣を務めている。
- ティモ・ヴェンツェル（1973年 - ）射撃競技選手。
- ケルスティン・ガーレフレケス（ドイツ語版、英語版）（1979年 - ）女子サッカー選手。
- クリスティーネ・ヴェンツェル（ドイツ語版、英語版）（1981年 - ）女子射撃競技選手。
- ジモン・ロルフェス（1982年 - ）サッカー選手
- ラース・ウンナーシュタル（1990年 - ）サッカー選手（ゴールキーパー）
- ドゥノッツ パンク・ロックバンド。イベンビューレンで結成された。

### ゆかりの人物
- フランツ＝ヨーゼフ・ケンパー（ドイツ語版、英語版）（1945年 - ）陸上競技選手。イベンビューレンで育った。
- ヘルベルト・グレーネマイヤー（1956年 - ）歌手、作曲家、俳優。父親がイベンビューレン出身で、彼自身も1970年代の終わり頃の一時期イベンビューレンに住んだ。
- クラウス・J. ベーレント（ドイツ語版、英語版）（1960年 - ）俳優。イベンビューレンで育った。